# Stephan Zebe

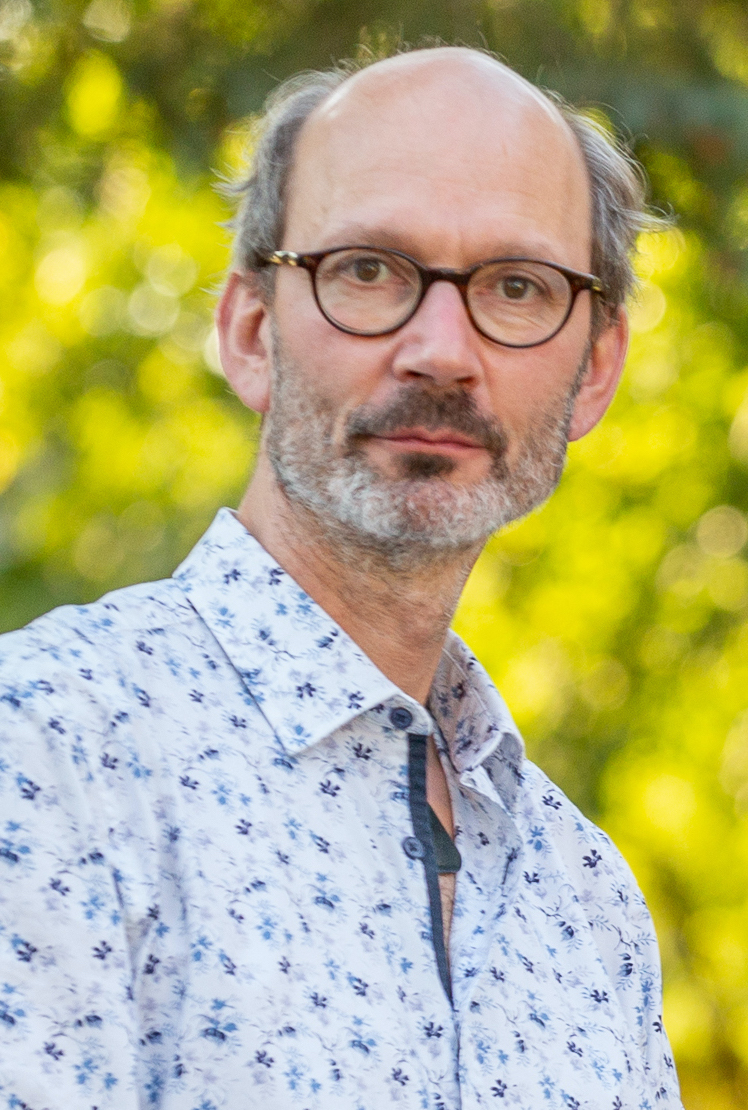
Stephan Zebe 2022

Stephan Zebe (* 1966 in Cottbus) ist ein deutscher Komponist und Chorleiter.

## Leben
Stephan Zebe schreibt und publiziert seit den achtziger Jahren Gospelmusik für Chöre.
Er lernte Klavier und Kontrabass, wuchs mit Chorgesang auf und schrieb schon im Jugendalter für verschiedene Besetzungen. Später studierte er Kirchenmusik in Halle (Saale). Bewogen vom Selbstverständnis der Gospelmusik als Kirchenmusik gründete er den ersten Gospelchor (heute Salttown Voices) der Kirchenmusikschule. Er prägte die Gospelchor-Szene in Hamburg (Swinging Colors, Hamburger Soulchor) und Berlin (Berliner Soulchor, Gospelkollektiv, Lighthill Gospel) und gründete Initiativen zu deren Vernetzung (Gospel Goes City). Zebe studierte Kulturmanagement an der Hochschule für Musik und Theater Hamburg. Von 2019 bis Anfang 2025 lebte und arbeitete er in Hawke’s Bay (Neuseeland), gründete den Hawke’s Bay Soul Choir und leitete verschiedene Chorprojekte in Kirchengemeinden.
Zebes Einfluss aus dem Black Gospel ist in seinen Kompositionen unüberhörbar. In seinen Chören und in Workshops erlangt er einen modernen, kraftvollen Chorsound. Publizistischen Durchbruch erreichte er 1993 mit seiner Reihe der „Ultimate Gospel Choir Books“ unter dem Pseudonym Jeff Guillen. Er gründete seinen eigenen Verlag ZebeMusic.
Stephan Zebe lebt und arbeitet in Berlin und ist in seinem Unternehmen ZebeMusic als Komponist, Bearbeiter und Herausgeber eigener und fremder Werke aktiv. Er ist als Chorleiter und Pianist tätig, lehrt an der Universität der Künste Berlin, leitet Chor-Workshops und ist Mitglied der Künstlergruppe TAKT.

## Werke (Auswahl)
- Zahlreiche Kompositionen für Chor und Klavier.
- The Ultimate Gospel Choir Book (Sammlung, 1993–1999)
- Kyrie - A Gospel Mass (1998)
- Gospel Keys (2004)
- This Child
- Proem (Grace an Peace) (2013)
- Gospel-Choräle (Mitautor, 2006)
- Ev'rybody Have a Good Time
- Blessing (Go With Peace) (2013)

## Diskografie
- I'm Gonna Sing (Album, 2000)
- Berliner Soulchor, Live! (Album, 2006)
- Soulchor Christmas Party (DVD, 2009)
- Good Things Will Come (EP-CD, 2012)
- Kyrie - A Gospel Mass (EP-CD, 2019)